# Pelosia perlella
Pelosia perlella là một loài bướm đêm thuộc phân họ Arctiinae, họ Erebidae.